# Зем'янкін Сергій Миколайович
Сергі́й Микола́́йович Зем'я́нкін (* 16 вересня 1945, Львів) — український архітектор, член національної спілки архітекторів України.

## Життєпис
1970 р. закінчив архітектурне відділення будівельного факультету Львівського політехнічного інституту.
З 1972 р. працює у Львівському інституті «Діпроміст» («Місто-проект»).
Основні роботи
- забудова житлового кварталу «Сріблястий» на вул. Патона (1974—1978, співавтори Людмила Нівіна, Зіновій Підлісний, Ярослав Корнільєв). За який разом зі всіма учасниками проєкту 1980 р. став лауреатом Державної Шевченківської премії УРСР[1].
- мікрорайони № 6 на вул. Кульпарківській (1980) та № 31 на вул. Шевченка (1982).
- Будинок меблів на розі вулиць Любінської та Яворницького (1985, співавтори Зіновій Підлісний, Микола Столяров, інженер Я. Крук).
- житлові будинки на вул. Повстанській (1998, співавтор Ярослав Заяць), Кульпарківській (2000), Підміській (2000), Тарнавського (2001), Рудницького (2002), Короленка (2003), Перфецького (2008);
- два будинки для осіб похилого віку на вул. Панча (1989—2000)
- житлова та громадська забудова у Золочеві, Великих Мостах, Жидачеві (1985—1994).
- реконструкція залізничного вокзалу в Чопі (1995).
- готелі — «Турист» по вулиці 700-річчя Львова — 1984,[джерело?]
- «Супутник» — по вулиці Боженка — 1986,[джерело?]
- стоматологічна поліклініка по вулиці Сигнівка — 1988,[джерело?]
- двох 8-поверхових будинків по вулиці Гіпсовій — 2003[джерело?],